# Ирландские саги
Ирландские саги — условное название комплекса древних и средневековых ирландских эпических сказаний.

## Терминология и классификация
Скандинавским термином «сага» ирландские эпические сказания стали называть филологи Нового времени, сами же ирландцы именовали свои повествования scel или scéla («повесть», «история»). А. А. Смирнов оправдывает использование слова «сага» тем, что среди жанров европейского эпоса нет ничего подобного ирландским сказаниям, тем не менее, исландские саги наиболее им близки своими прозаической формой, сжатостью и реализмом.
Дошедшие до нас списки саг, восходящие к X веку, дают около 200 названий таких сочинений. В средневековой Ирландии верховный поэт, оллам, был обязан знать 350 различных сказаний, из которых 250 считались «главными» (primscèla), и еще сто относились к категории «вводных», «предшествующих», или «дополнительных» (remscéla). Таков был первый принцип классификации саг в среде филидов. Следующим принципом было разделение сказаний по сюжетам. Сохранилось два списка сюжетов, вероятно, восходящих к источнику, существовавшему уже в X веке; в одном перечислены 17 видов, в другом 15, при этом 13 позиций совпадают в обоих перечнях.
Сводный список сюжетов:
- Разрушения (Togla)
- Похищения скота (Tána)
- Сватовства (Tochmarca)
- Битвы (Catha)
- Пиры (Fessa)
- Приключения (Echtrai)
- Похищения и тайные бегства (Aithid)
- Резни (Airgne)
- Набеги (Tomadma)
- Видения (Físi)
- Любовные истории (Serca)
- Военные походы (Sluagid)
- Вторжения (Tochomlada)
- Укрытия (Uatha)
- Плавания (Immrama)
- Насильственные смерти (Oitte)
- Осады (Forbassa)
- Зачатия и рождения (Coimperta)
- Безумия (Buili)

Алвин и Бринли Рисы предполагают практический смысл в подобной классификации: возможно, что «Битвы» обычно исполнялись перед военным походом, «Похищения скота» перед барантой, а «Плавания» перед выходом в море, подобно тому, как истории с привидениями в англоязычном мире принято рассказывать в канун дня всех святых. Это может объясняться религиозно-магическим восприятием сказаний, тем более, что сами саги утверждают, будто их исполнение при обстоятельствах, сходных с сюжетом, способно принести удачу.
Филология Нового времени предложила группировать ирландские саги по четырем циклам, в чем средневековые поэты никакой надобности не испытывали:
- Мифологический цикл
- Уладский цикл
- Фенийский цикл
- Исторический цикл

## Мифологический цикл
В сагах этой группы все главные персонажи принадлежат к Племенам богини Дану, и это, в сущности, единственный критерий для включения, поскольку целостность свойственна этой категории в меньшей степени, нежели остальным. Эти саги полны магии и превращений и победы в конфликтах одерживаются благодаря превосходству в тайном знании и чародейству. При этом цикл лишен основных составляющих всякой оформленной мифологической системы — космологии и эсхатологии, поскольку у кельтов подобные знания являлись прерогативой друидов и большей частью исчезли вместе со жреческим сословием, передававшим свою традицию устно.
Центральной сагой мифологического цикла является «Битва при Маг Туиред», кроме того, к циклу примыкает «Книга захватов Ирландии», содержащая предысторию событий.

## Уладский цикл
Саги этого цикла в основном описывают войны ульстерского короля Конхобара и подвиги его воинов, в первую очередь Кухулина. Ульстер Конхобара постоянно борется с Коннахтом, где правят королева Медб и ее муж король Айлиль; по условной хронологии ирландской традиции война между двумя королевствами началась за триста лет до Рождества Христова, а Конхобар сделан современником Спасителя. Уладские саги — цикл героических сказаний, его главные действующие лица — воины, славные своим мужеством и стремящиеся к чести и славе. Центральное сказание цикла — «Похищение быка из Куальнге».

## Фенийский цикл
Саги цикла Финна, иначе именуемого циклом Оссиана, так как большинство относящихся к этой группе поэтических текстов традиция приписывает Ойсину, сыну Финна, рассказывают о Финне Мак Кумале и фиане. Эти саги отчасти схожи с повествованиями Уладского цикла, поскольку также посвящены воинским подвигам, но близкое общение фениев с народом сидов и образ самого Финна, пророка и сказителя, сближает их с мифологическими повествованиями. Саги Фенийского цикла большей частью относятся к сельскому фольклору, в противоположность «аристократическим» уладским сказаниям, и в списке около двухсот саг, которые в XII веке должен был знать филид, то есть поэт-профессионал, к циклу Финна, который еще называют Лейнстерским, относятся всего пять.
Воинственность Финна и его воинов выражена гораздо слабее, чем в сагах об уладских героях, и магия их значительно уступает таковой у Племен богини Дану. Основное занятие фениев, ведущих привольную жизнь в лесах — это охота, и весь цикл, расцвет которого хронологически совпадает с эпохой куртуазной поэзии и зарождением Артуровского цикла в Западной Европе, носит «романтический» характер. Его центральная сага, «Преследование Диармайда и Грайне», соответстаенно. посвящена трагической любовной истории.

## Исторический цикл
Саги Исторического, или Королевского, цикла группируются вокруг отдельных королей Ирландии, как верховных, так и местных, и эта группа сказаний — наиболее разнообразна по содержанию. В исторических сагах магическая составляющая гораздо слабее, чем в мифологических, там меньше героики, чем в уладских сказаниях и они не столь романтичны, как повести о фениях. Сюжетами исторических саг являются королевская власть как идея и судьбы различных ирландских династий.